# Filipa z Toulouse
Filipa z Toulouse (francouzsky Philippe de Toulouse, okcitánsky Felipa de Tolosa; † 28. listopadu 1118) byla akvitánská vévodkyně a hraběnka z Poitiers.

## Život
Filipa byla jedinou dcerou hraběte Viléma IV. z Toulouse a Emy, dcery Roberta z Mortain. Vilém z Toulouse zemřel roku 1094 zřejmě na výpravě do Svaté země a na základě testamentu jeho otce zdědil hrabství Filipin strýc Raimond z Toulouse. Poté, co se Filipa provdala za akvitánského vévodu Viléma, snažil se tento milovník ženských půvabů Toulouse opakovaně získat a udržet.
Zpočátku zřejmě spokojené manželství skončilo díky Vilémově dlouholeté nevěře s Dangerouse, ženou vazala, kterou unesl. Filipa od nevěrného manžela odešla, následovala svého duchovního učitele Roberta z Arbrisselu a uchýlila se do kláštera, kde jako jeptiška i zemřela.